# Peter Hoar
Peter Hoar (geboren in den 1960ern) ist ein britischer Regisseur und Produzent für Fernsehserien.

## Persönliches
Hoar hatte sein Coming-out als homosexuell mit 22 Jahren Anfang der 90er. Er ist verheiratet mit dem Vegan-Influencer Richard Makin.

## Karriere
Hoar studierte an der Universität in Bournemouth von 1989 bis 1992 Medienproduktion. In seinem zweiten Jahr begann er Arbeitserfahrung bei London Weekend Television von ITV, für die er im dritten Jahr auch an Preisverleihungen mitarbeitete. Als er seinen Abschluss machte, erkannte er, dass er lieber in den Bereich der Film- und Fernsehdramen gehen wollte. Dafür nahm er eine Stellung bei der Serie Peak Practice, wo er insgesamt um die fünf oder sechs Jahre arbeitete, zunächst als Laufbursche, aber sich zum Location Manager und Regielehrling hochgearbeitet hatte.
Das erste Mal als Regisseur arbeitete er an der Seifenoper Hollyoaks, bevor er 2005 zu den Dramaserien The Innocence Project und Hautnah – Die Methode Hill kam. Sein erster Agent brachte ihn 2009 zu Mistresses – Aus Lust und Leidenschaft von BBC. Darauf folgten einzelne Episoden für verschiedene Serien, unter anderem Doctor Who. Ab 2014/2015 drehte Hoar für Da Vinci’s Demons und The Last Kingdom für mehrere Jahre. Außerdem begann er ab Daredevil, Episoden für einige Serien der Marvel Studios zu drehen.
Mit der fünfteiligen Serie It’s a Sin von Russell T. Davies, die sich um eine Gruppe schwuler Jugendlicher in den 1980ern dreht, inszenierte Hoar ab Oktober 2019 das erste Mal eine vollständige Serie. Davies habe für die Geschichte einen schwulen Regisseur gewollt, um sicher zu gehen, dass die Kamera auf die richtigen Dinge schaue und intim sei. Im November 2021 wurde bekanntgegeben, dass Davies und Hoar als Nächstes die dreiteilige biografische Miniserie Nolly mit Helena Bonham Carter als die titelgebende Schauspielerin Noele Gordon realisieren werden.
Für die Videospielverfilmung The Last of Us inszenierte Hoar die Episode Liebe mich, wie ich es will über die Hintergrundgeschichte schwuler Figuren, die Ende Januar 2023 erschien. Sie wurde hochgelobt und von einigen Kritikern bereits als eine der besten Episoden des Jahres bezeichnet. Bradley Russell von GamesRadar+ rezensierte, Hoar habe die gesamte Episode mit der Art Stille überflutet, die nebensächliche Momente zu bedeutenden erhebt.

## Filmografie
Regisseur:
- 2002, 2005: Hollyoaks (2 Episoden)
- 2004–2005: Grange Hill (8 Episoden)
- 2006: Dream Team (3 Episoden)
- 2006–2007: The Innocence Project (3 Episoden)
- 2006–2008: Hautnah – Die Methode Hill (Wire in the Blood, 5 Episoden)
- 2008: Spooks – Im Visier des MI5 (Spooks, 2 Episoden)
- 2008–2009: Mistresses – Aus Lust und Leidenschaft (Mistresses, 4 Episoden)
- 2009: Breaking the Mould (Fernsehfilm)
- 2010: Five Days (2 Episoden)
- 2011, 2025: Doctor Who (3 Episoden)
- 2011–2012: Vera – Ein ganz spezieller Fall (Vera, 2 Episoden)
- 2012: Silk – Roben aus Seide (Silk, 2 Episoden)
- 2013: Mord auf Shetland (Shetland, 2 Episoden)
- 2014–2015: Da Vinci’s Demons (9 Episoden; Produzent 1 Episode)
- 2015–2017: The Last Kingdom (4 Episoden; Ko-Executive Producer 8 Episoden)
- 2016: Marvel’s Daredevil (3 Episoden)
- 2017: Marvel’s Iron Fist (1 Episode)
- 2017: Marvel’s The Defenders (1 Episode)
- 2017: Marvel’s Runaways (1 Episode)
- 2018: Altered Carbon – Das Unsterblichkeitsprogramm (Altered Carbon, 2 Episoden)
- 2018: Marvel’s Cloak & Dagger (1 Episode)
- 2019: The Umbrella Academy (2 Episoden; Executive Producer 1 Episode)
- 2021: It’s a Sin (5 Episoden; Executive Producer 5 Episoden)
- 2023–2025: The Last of Us (Episode 1x3, 2x3)
- 2023: Nolly (Miniserie, 3 Episoden)

## Auszeichnungen und Nominierungen
- 2012 Hugo Award: Nominierung in der Kategorie Best Dramatic Presentation Short Form für Doctor Who Episode 06x07 Demons Run (A Good Man Goes to War)

für It’s a Sin:
- 2021 Gotham Award: Nominierung als Breakthrough Series Longform
- 2021 RTS Craft & Design Award: Auszeichnung als Regisseur einer Dramaserie
- 2021 Venice TV Award: Auszeichnung als Beste Fernsehserie
- 2022 Independent Spirit Award: Nominierung als Beste neue Serie
- 2022 BAFTA TV Craft Awards: Auszeichnung als Bester Regisseur (Fiktion)

für The Last of Us, Episode Long, Long Time
- 2023 Primetime Emmy: Nominierung als Bester Regisseur einer Dramaserie
- 2023 Directors Guild of America Award: Auszeichnung als Bester Regisseur einer Dramaserie
- 2024 BAFTA TV Craft Awards: Auszeichnung als Bester Regisseur (Fiktion)